# Digital Subscriber Line
Digital subscriber line (DSL, на початку — digital subscriber loop) — сімейство технологій, що дають змогу значно розширити пропускну здатність абонентської лінії місцевої телефонної мережі шляхом використання ефективних лінійних кодів і адаптивних методів корекції викривлень лінії на базі сучасних досягнень мікроелектроніки і методів цифрової обробки сигналу.
Технології DSL дають змогу передавати дані зі швидкістю, що значно перевищує ту швидкість, що доступна навіть найкращим аналоговим та цифровим модемам. Ці технології підтримують передавання голосу, високошвидкісне передавання даних і відеосигналів, створюючи при цьому значні переваги як для абонентів, так і для провайдерів.
Типи технології DSL розрізняються за методом модуляції, що використовується для кодування даних, та швидкістю передавання даних.
Технології xDSL з'явилися в середині 90-х років як альтернатива ISDN.

## DSL технології
В абревіатурі xDSL символ «х» використовується для позначення першого символу в назві конкретної технології, а DSL позначає цифрову абонентську лінію (англ. Digital Subscriber Line).
- ADSL (англ. Asymmetric Digital Subscriber Line — асиметрична цифрова абонентська лінія): варіант DSL, що дозволяє передавати дані користувачеві зі швидкістю до 8 Мбіт/с, а від користувача — до 1 Мбіт/с.

- ADSL2+(асиметрична цифрова абонентська лінія): варіант DSL, що дозволяє передавати дані користувачеві зі швидкістю до 24 Мбіт/с, а від користувача—до 3,5 Мбіт/с.

- R-ADSL (Rate-Adaptive Digital Subscriber Line—цифрова абонентська лінія із адаптацією швидкості з'єднання): забезпечує таку ж швидкість передавання даних, що й ADSL, але при цьому дозволяє пристосувати швидкість передавання до протяжності й стану витої пари дротів, що використовуються. При використанні технології R-ADSL зв'язок на різних телефонних лініях буде мати різну швидкість передавання даних. Швидкість передавання даних може обиратися за синхронізації лінії, під час з'єднання або за сигналом, що надходить зі станції.

- DDSL (DDS DSL — цифрова абонентська лінія DDS) — варіант широкосмугової DSL, що забезпечує доступ за технологією Frame Relay зі швидкістю передавання даних від 9,6 Кбіт/с до 768 Кбіт/с.

- ADSL G.Lite, або ADSL Lite — варіант ADSL, що має як асиметричний режим передавання з пропускною здатністю до 1,536 Мбіт/с від мережі до користувача, і зі швидкістю до 384 Кбіт/с від користувача, так і симетричний режим передавання зі швидкістю до 384 Кбіт/с в обох напрямах передавання.

- CDSL (Consumer Digital Subscriber Line) — розроблена компанією Rockwell Semiconductor Systems і є практично першою версією ADSL G.Lite.

- IDSL (цифрова абонентська лінія ISDN) — недорога та випробована технологія, що використовує чипи цифрової абонентської лінії основного доступу BRI ISDN та забезпечує абонентський доступ зі швидкістю до 128 Кбіт/с.

- HDSL (High Speed Digital Subscriber Line — високошвидкісна цифрова абонентська лінія) — варіант DSL з більш високою швидкістю передавання, що дозволяє організувати передавання зі швидкістю більше 1,5 Мбіт/с або більше 2 Мбіт/с в обох напрямах передавання даних.

- HDSL2 — є вдосконаленим варіантом технології HDSL, який має ті ж самі функції, що і звичайна технологія HDSL, але при цьому використовує для роботи лише одну пару телефонного кабелю (коли HDSL передає по двох мідних парах).

- SDSL (Simple Digital Subscriber Line — симетрична високошвидкісна цифрова абонентська лінія, що працює по одній парі) — відомі дві модифікації цього устаткування: MSDSL (багатошвидкісна SDSL) I HDSL2, що мають вбудований механізм адаптації швидкості передавання до параметрів фізичної лінії.

- VDSL (Very High Speed Digital Subscriber Line — надвисокошвидкісна цифрова абонентська лінія)—технологія DSL, що забезпечує швидкість передавання даних до користувача до 52 Мбіт/с.

- Reach DSL — належить до групи симетричних технологій і була спеціально розроблена для використання на довгих й неякісних абонентських лініях. Швидкість в обох напрямках—до 2,2 Мбіт/с на відстані не менше 9 км без обладнання ретрансляції.

- ADSL2 i ADSL2+: модифікації «класичної» технології ADSL. У них за практично такої ж дальності передавання, що й в ADSL, швидкості збільшені до 12 й 25 Мбіт/с відповідно. Крім того, реалізована функція адаптивної зміни швидкості. Завдяки цим змінам стала можливою підтримка більшої кількості нових додаткових послуг (відео, мультимедіа тощо).

## Методи кодування
Технології xDSL підтримують кілька варіантів кодування інформації:
- 2B1Q: Two-binary, one-quaternary — використовується для IDSL і HDSL
- AP: Carrierless Amplitude Phase Modulation — використовується для HDSL
- DMT: Discrete multitone modulation — найбільш поширений метод, відомий також як OFDM (Orthogonal frequency-division multiplexing)

Досягнення технологій xDSL багато в чому визначаються досягненнями техніки кодування, яка за рахунок застосування процесорів цифрових сигналів змогла підвищити швидкість передавання даних при одночасному збільшенні відстані між модемом і обладнанням DSLAM.[джерело?]